# Xavier Jaillard
Pour les articles homonymes, voir Jaillard.
 (juillet 2016).
Si vous disposez d'ouvrages ou d'articles de référence ou si vous connaissez des sites web de qualité traitant du thème abordé ici, merci de compléter l'article en donnant les références utiles à sa vérifiabilité et en les liant à la section « Notes et références ».
Xavier Jaillard, né le 5 juin 1944 à Saint-Révérien (Nièvre), est un écrivain, metteur en scène et comédien français.
Il obtient le Molière de l'adaptateur en 2008 pour La Vie devant soi, adaptée du roman du même nom écrit par Romain Gary sous le pseudonyme d'Émile Ajar.

## Biographie
Il obtient son Baccalauréat au lycée Jacques Decour, boulevard Rochechouart et fait hypokhâgne et khâgne au Lycée Henri-IV. Il est diplômé d’études supérieures de lettres modernes, du Goethe Institut (Allemagne) et de l’Université de Salzbourg[réf. nécessaire].
Professeur de lettres, puis directeur d’école (1964-1978), tout en enseignant, il devient journaliste et auteur-compositeur de chansons chez Eddie Barclay. Il crée les studios sonores DRL (maquettes Barclay) au square d’Anvers, puis s’associe à Francis Blanche. Les locaux, transformés en club privé et cabaret-spectacle, deviennent le Théâtre du Roy Lyre. Se succèdent notamment au fil des distributions : Francis Blanche, Pierre Dac, Mary Marquet (qui joue avec X. Jaillard un spectacle sur sa vie : Ce que j’ose dire), Jacques Fabbri, Robert Rocca, Les Frères ennemis, Marie-Paule Belle, Stephane Grappelli, Maurice Horgues, Jean Amadou, Pierre et Marc Jolivet.
Parallèlement à son activité d’auteur et de comédien, Xavier Jaillard fonde et dirige le Groupe Wilner, une société de réalisations audiovisuelles de publicité, formation, fictions en commandite, et produit environ 100 films, notamment pour Rhône-Poulenc, Hôpital Saint-Louis, Produits Vichy, Laffitte Investissement, Barclays, Européenne de Banque, Investissement Rothschild, Citroën, Office Dépôt, Bouygues (Université de Riyadh), Pierre & Vacances, Ministère de l’Artisanat, Archives Nationales, Conseil Général des Charentes, Ville du  Touquet, Université de San Francisco, Amboise, L’Oreille en Coin (avec France-Inter pour TF1, réal.: Georges Folgoas), Éditions Magnard (pour FR3), Coupes de l’Âge d’Or (Monthléry), Prénatal, Maserati[réf. nécessaire].
En 2002, le groupe Wilner reçoit le Grand Prix du Film Médical des Entretiens de Bichat pour le film Phares de Alain Lagneau, réalisé par Xavier Jaillard.

## Théâtre

### Comédien
Xavier Jaillard joue dans les revues du Roy Lyre, mais collabore également avec la Compagnie l’Équipe de Henri Demay (salle Valhubert-Austerlitz ; théâtre du Chevaleret), Ecla-Théâtre (tournées classiques), et interprète de nombreuses autres pièces : 
- 1968 : Meurtre dans la cathédrale (T.-S. Eliot), temple des Buttes-Chaumont
- 1971 : ORTL no 1 (avec Francis Blanche), th. du Roy Lyre, Paris
- 1972 : Arthur nous conte (avec Francis Blanche), th. du Roy Lyre, Paris
- 1973 : Festival raté de la magie bidon (avec Pierre Dac & Francis Blanche), th. du Roy Lyre
- 1974 : Xavier, Francis, Monita et les autres (avec Francis Blanche), th. du Roy Lyre
- 1979 : Les Petits oiseaux (Labiche), cie L'Équipe, salle Valhubert, Paris[7]
- 1980 : Des bouts d'Ubu (d’après Alfred Jarry), th. de St Maur
- 1980 : Les Chemins de Fer (Labiche), cie l'Équipe, salle Valhubert
- 1980 : Tartuffe (Molière, rôle d’Orgon), cie l'Équipe, salle Valhubert
- 1981 : Charles IX (M.-J. Chénier), cie l'Équipe, salle Valhubert
- 1981 : Le Potier d'Etain (Holberg), cie l'Équipe, salle Valhubert
- 1982 : Le Chevalier à la mode (Dancourt), cie l'Équipe, salle Valhubert
- 1982 : L'Ours (Tchekhov), th. Daniel Sorano, Vincennes
- 1983 : Cécile ou l'Ecole des pères (J. Anouilh), conservatoire d'Issy-les-Moulineaux
- 1983 : Daudet au soleil (Mario Franceschi), th de St-Maur
- 1984 : En plein dans le mille neuf cent vingt-cinq (cie Max Darlho), Douai
- 1985 : La Famille Rabelais (m. sc. Mario Franceschi), th. de St Maur
- 1985 : La Parisienne (Becque), th Valhubert
- 1986 : La Souricière (Agatha Christie), th. de Charenton
- 1987 : La Tempête (Shakespeare), th. de St Maur
- 1988 : Les Deux timides (Labiche), conservatoire d'Issy-les-Moulineaux
- 1989 : Lazare (A. Obey, m. sc. Vicky Messica), th. Les Déchargeurs
- 1989 : Le Square (B. Druart & P. Angonin), th. de St Maur
- 1990 : On rêve qu'on rêve, th. Daniel Sorano, Vincennes
- 1991 : Cinq pas dans la tendresse, m. sc. Vicky Messica, th. Les Déchargeurs
- 1992 : J'ai mal au siècle, th. du Tourtour, Paris
- 1992 : Treize à table (M.-G. Sauvajon, rôle de Villardier), th. Daniel Sorano, Vincennes
- 1993 : Le Malade Imaginaire (Molière, rôle d'Argan), opéra du Rhin, Duisburg (All.)
- 1994 : Vienne chante et danse (J. Ledru, opérette), th de Firminy
- 1995 : Toute une vie sous la couette, th. de la Michodière, Paris
- 1996 : Le Mariage forcé (Molière), jardin Shakespeare, Paris
- 1998, 1999, 2000 : Le Bourgeois Gentilhomme (Molière, rôle de monsieur Jourdain), th. du Gymnase, th Comédia, th. de la Porte St Martin, tournée
- 2000 : Histoires Naturelles (d’après Jules Renard), Festival Jules Renard (Corbigny, St Maur)
- 2000 : Le Journal de Jules Renard(Robert Rocca, d’après J. Renard), Festival Jules Renard
- 2000 : Le Médecin malgré lui (Molière, rôle de Sganarelle), tournée
- 2000 : Poil de Carotte (Jules Renard, rôle de M. Lepic), Festival Jules Renard
- 2001 : L’Oursin de Francis Blanche (m. sc. Jacques Ardouin), Avignon
- 2002 : La Bête et la belle (d’après Thierry Jonquet), Avignon
- 2003 : Poil de Carotte (opéra-rock d’après Jules Renard), Avignon
- 2004 : L'Oursin de Francis Blanche (reprise), th. Petit Hébertot, Paris
- 2005 : Philippe et Ragotte (ou Jules Renard est en Voyage), th du Chevaleret, Paris
- 2006 : Le Petit Prince (d’après A . de Saint-Exupéry), th. Firmin-Gémier, Antony
- 2007-2008 : La Vie devant soi (d’après Émile Ajar/Romain Gary), m. sc. Didier Long, th. Marigny, Paris
- 2008 : La Vie devant soi (d'après Émile Ajar/Romain Gary), reprise, th. de l'Œuvre, Paris
- 2009 : L'Oursin de Francis Blanche (reprise), th. Petit Hébertot, Paris
- 2010 : Après l'Incendie, Sénèque et saint Paul (m. sc. Xavier Lemaire), th Petit Hébertot, Paris
- 2010 : Méchant Molière, th. Petit Hébertot, Paris
- 2010 : Philippe et Ragotte (reprise), th. Petit Hébertot, Paris
- 2011 : Le Désert des Tartares (d'après Dino Buzzati), th. Petit Hébertot, Paris ; Avignon
- 2012 : J'accuse (d’après Émile Zola), th. Petit Hébertot, Paris ; Avignon ; tournée

### Auteur de théâtre
- On rêve qu'on rêve, th Daniel Sorano
- Jules Renard est en voyage, th du Chevaleret
- Cinq Pas dans la tendresse, th Les Déchargeurs, th Petit Hébertot
- J'ai mal au siècle, th du Tourtour
- L'Oursin de Francis Blanche, Avignon, th Petit Hébertot
- Méchant Molière (en alexandrins), th Petit Hébertot
- Toute une vie sous la couette, th Michodière
- Après l'Incendie, Sénèque et saint Paul, m. sc. th Petit Hébertot
- La Plage au bout du monde
- Cartoon

Dans les années 1990, il crée le spectacle L'Oursin, en hommage à Francis Blanche, compilant des textes, chansons et saynètes du comique. Et il le joue encore en 2014, 35 ans après sa mort. C'est un spectacle où il est seul en scène.

### Adaptations
- Des Bouts d'Ubu (d'après Alfred Jarry), th de St-Maur
- Histoires Naturelles (d'après Jules Renard), Festival J. Renard ; th de St-Maur
- Le Petit Prince (d'après Antoine de Saint-Exupéry), th Firmin Gémier, Antony
- Le K (d'après Dino Buzzati), Avignon, th Petit Hébertot
- Le Désert des Tartares (d'après Dino Buzzati), Avignon, th Petit Hébertot
- J'accuse (d'après Émile Zola), th Petit Hébertot, Avignon, tournée
- La Traversée de Paris (d'après Marcel Aymé)
- La Vie devant soi (d’après Romain Gary), théâtre Marigny (salle Popesco) de septembre 2007 à juin 2008 (220 représentations), avec Myriam Boyer (Madame Rosa), Aymen Saïdi (Momo), Xavier Jaillard (dr Katz), Magid Bouali (le père de Momo) : 5 nominations aux Molières 2008, et 3 Molières : meilleur spectacle privé, meilleure comédienne, meilleure adaptation[11]. Reprise au théâtre de l'Œuvre de septembre à décembre 2008 (100 représentations), puis en tournée (France, 2009, 110 représentations), en Belgique (2010) et au Canada. Traduite en espagnol, elle connaît le même succès à Barcelone, à Madrid, puis dans toute l'Espagne sous le titre La Vida por delante, interprétée par Concha Velasco, et à Porto Rico. Traduite et jouée en Israël, en Grèce, en Turquie, au Japon (théâtre Kaze, Tokyo 2011)
- 2015 : Auteur textes et bande-son du spectacle son et lumière SAINT LOUIS, collégiale de Poissy
- 2016 : Auteur textes et bande-son du spectacle son et lumière 1000 ANS de la collégiale de Poissy
- 2017-2018 : Ce qui me fait rire, ce qui me fait pleurer, spectacle de poèmes et de sketches accompagnés à la harpe par Céline Mata[12]; en tournée de présentation

### Mises en scène
- Un banc à l'ombre (Sasha Pairon), avec Virginie Lemoine, Anaïs Maro, th de St Maur
- Le K (d'après Dino Buzzati), avec Gregori Baquet, th Ptit Hébertot
- Festival raté de la magie bidon, avec Pierre Dac et Francis Blanche, th du Roy Lyre
- La Parisienne (Becque), th Valhubert
- Et encore, je m'retiens, de et avec Isabelle Alonso, th Petit Hébertot
- Les Nuits d'une demoiselle, Roland Romanelli et Rebecca, th Petit Hébertot
- Fureur, de et avec Victor Haïm, th Petit Hébertot
- Méchant Molière, de et par Xavier Jaillard, th Petit Hébertot
- Le Journal de Jules Renard (Robert Rocca, d'après J. Renard), Festival Corbigny, th de St-Maur
- Histoires Naturelles (d'après Jules Renard), Festival Corbigny, th de St-Maur
- Poil de Carotte (Jules Renard), Festival Corbigny, th de St Maur
- Le Petit Prince (après A. de Saint-Exupéry), th Firmin Gémier, Antony

## Radio
- 1992 – 1994 : Présentateur et animateur sur la station Réussir FM[13] (fréquence 99,6 - couverture Paris & Ile-de-France) d'une émission bi-hebdomadaire d'une heure sur le théâtre : actualité, interviews, extraits, jeux (places de spectacles offertes).

## Journalisme
- Rubrique Artisans, in Antiquités Brocante
- Rubrique Les Métiers de la tradition, in Famille Chrétienne (Bayard Presse)
- Pays Cathar, in Planète (éd. Louis Pauwells)

## Publications
- Une Cause pour Deflassy, polar
- Un Coup de soleil pour Deflassy, polar
- Radiesthésie (3 volumes), texte didactique avec CD (Robert Laffont
- Cinq Pas dans la tendresse, théâtre (Librairie Téâtrale, éd.)
- Philippe et Raqotte ou Jules Renard est en voyage, théâtre (Les 3 Coups)
- L'Itinéraire du crabe, roman (Rencontres)
- Vers l'ouest, roman (Scrinéo)[14]
- Dictionnaire Ouvert jusqu'à 22 heures[15] (ouvrage collectif avec l’Académie Alphonse Allais), humour (Cherche Midi)
- Dictionnaire Ouvert jusqu'à 22 heures[16] (Seuil, coll. Points, éd. poche)
- Le Loup et la Gnôle, fables[17] (illustr. Claude Turier), humour (Scrinéo)
- Je serai bref (discours d'intronisation), humour (Académie Alphonse Allais)
- Humeurs jaillardes (chroniques), humour (Académie Alphonse Allais)

## Création, organisation et animation d'événements
- 2000 : Festival Jules Renard  (Corbigny, Nièvre)<
- 2001 : Festival Jules Renard (reprise St-Maur)
- 2000, 2001, 2002 : Festival Bourguignon des Auteurs et Adaptateurs vivants (Corbigny, Nièvre)
- 2005 à 2008 : Les Lundis de Découverte Théâtrale (Studio Raspail, Paris) :
sous la direction de la Société Littéraire de La Poste et de France Télécom, avec le soutien de la Fondation La Poste et en binôme avec André Degaine, 70 soirées au cours desquelles sont reçus les plus grands noms de l'actualité du spectacle : auteurs, comédiens, musiciens et chanteurs, metteurs en scène… Interviews, extraits, lectures intégrales (avec ou sans mise en espace), représentations de créations non encore produites, hommages,
- 2017 : Création des Prix Littéraires Jules Renard[18] (Autun, prix 2017 : François Morel, Jean-Marie Gourio, Voutch)
- 2018 : Fondateur du Prix René de Obaldia

## Distinctions
- 2003 : Grand Prix de l’écriture théâtrale « Les 3 Coups » pour Philippe et Ragotte
- 2004 : Sélection du meilleur scénario de série TV pour Martin point com
- 2005 : Élu à l'Académie Alphonse-Allais[19]
- 2008 : Molière de l'adaptateur pour La Vie devant soi
- 2008 : Molière du meilleur spectacle privé pour La Vie devant soi
- 2009 : Porte-parole de l'Académie Alphonse-Allais
- 2017 : Président d'Honneur du Salon de la Nouvelle de Decize[20]
- 2017 : Chancelier de l'Académie Alphonse-Allais[21]